# Dmitri Lwowitsch Bykow

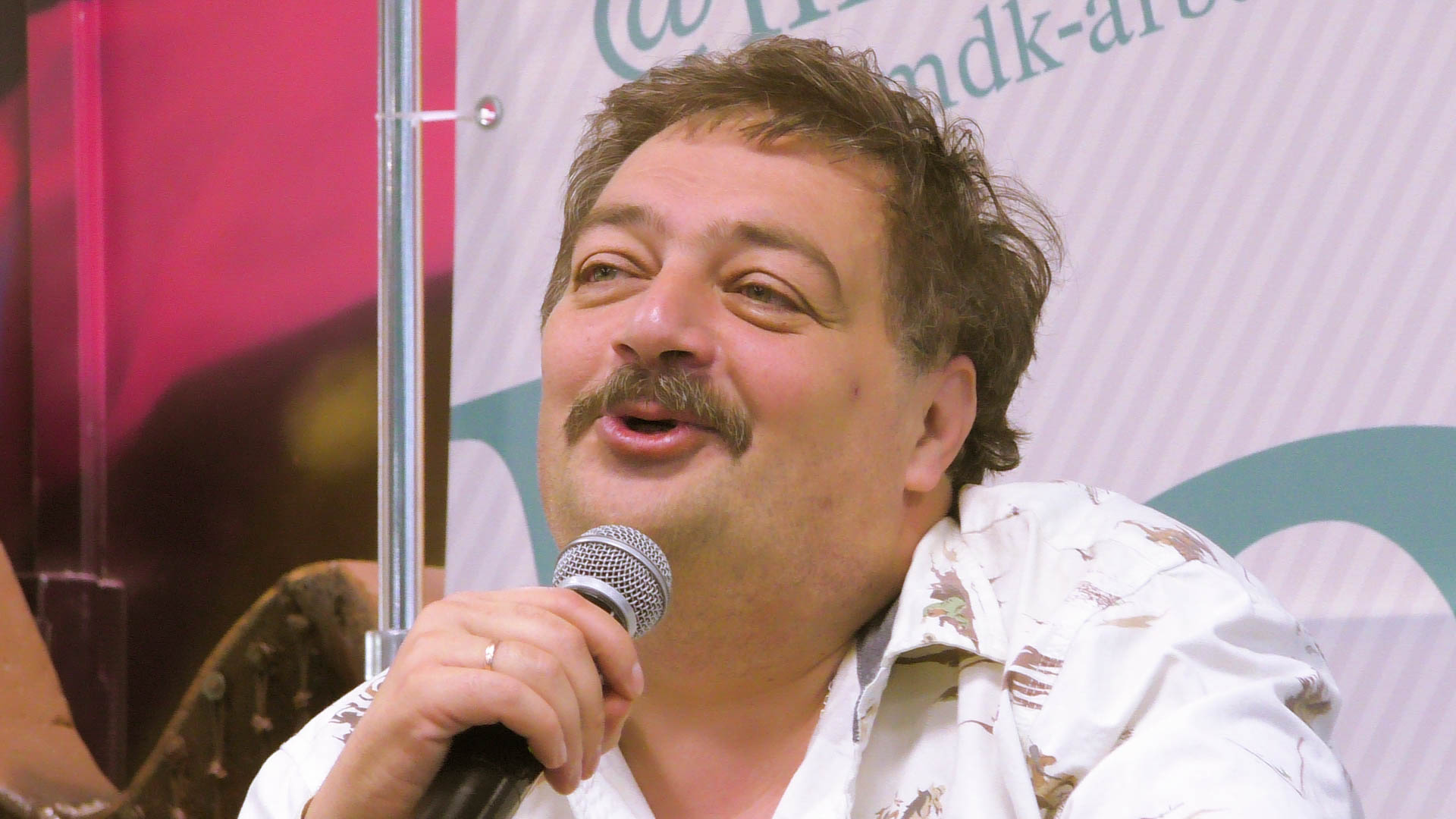
Dmitri Bykow

Dmitri Lwowitsch Bykow (russisch Дми́трий Льво́вич Бы́ков; * 20. Dezember 1967) ist ein russischer Schriftsteller, Dichter und Publizist, Literaturkritiker, Rundfunk- und Fernsehmoderator, Journalist, Literaturlehrer und Filmkritiker. Er ist vor allem als Biograf von Boris Pasternak, Bulat Okudzhava, Maxim Gorki und Wladimir Majakowski bekannt.

## Biografie
Sein Vater war der Kinderarzt und Hals-Nasen-Ohren-Arzt Lew Iossifowitsch Silbertrud (1927–1987), seine Mutter war die Lehrerin für russische Sprache und Literatur Natalia Iossifowna Bykowa (geb. 1937). Die Eltern ließen sich früh scheiden und Bykow wurde von seiner Mutter erzogen.
Als einer der produktivsten modernen russischen Schriftsteller erhielt er im Jahr 2006 den Preis „Nationaler Bestseller“ (Национальный бестселлер) und die Auszeichnung „Das große Buch“ für seine 2005 veröffentlichte Biografie von Boris Pasternak. Später schrieb er Biografien von Maxim Gorki und Bulat Okudzhava.

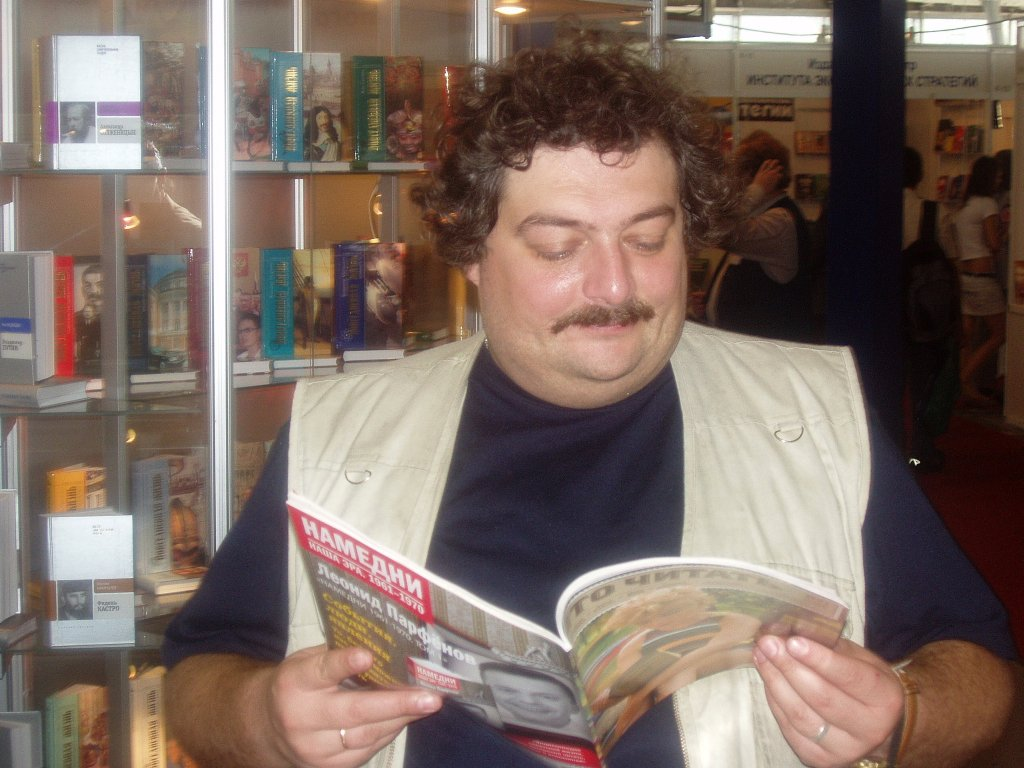
Dmitri Bykow

Dmitri Bykow lehrte Literatur und die Geschichte der sowjetischen Literatur an Gymnasien in Moskau. Er war Professor an der Abteilung für Weltliteratur und Kultur am Staatlichen Moskauer Institut für Internationale Beziehungen. Als Journalist und Kritiker schrieb Bykow seit 1993 für die Zeitschriften Ogonjok und Nowaja gaseta. Er veranstaltet auch regelmäßig eine Show auf dem Radiosender Echo Moskwy.
In 2011 nahm Bykow an dem parodistischen Projekt Der Dichter und der Bürger (später Herr Tüchtig) teil, in dem Michail Jefremow seine aktuellen Gedichte las, die in der Art der großen russischen Dichter geschrieben wurden, um die aktuellen politischen Ereignisse in Russland zu kommentieren. Er parodierte die politischen Verhältnisse in Russland in der während der Protestbewegung 2011/12 äußerst populären Literatursendung „Grashdanin Poet“. Um ihn daraufhin im Jahr 2013 als „käuflich“ zu diskreditieren, wurde eine Aktion aus dem Umfeld der Troll-Fabrik gestartet, bei welcher er einen fiktiven Kandidaten einer Lokalwahl hätte „unterstützen“ sollen, was ihm jedoch als „Künstlergespräch“ dargestellt worden war.
Im September 2015 wurde das Programm Hundert Vorlesungen mit Dmitri Bykow auf dem Fernsehsender Doschd gestartet. Im Zyklus der literaturwissenschaftlichen Vorlesungen erzählte Dmitri Bykow über die russische Literatur von 1900 bis 1999, in jeder Sendung wurde ein einzelnes im jeweiligen Jahr veröffentlichtes Werk ausführlich beschreiben. Als Teil des Zyklus hielt Bykow auch verallgemeinerte Vorlesungen, die nicht an ein bestimmtes Jahr gebunden sind, und konzentrierte sich auch auf einzelne Werke für Kinder und Jugendliche.
Die Propagandisten des Kremls, wie Dmitri Kisseljow und Wladimir Solowjow, nannte er die „Mörder der russischen Nation“, weil sie mit ihrer Hasspropaganda die „hässlichsten Instinkte“ entfesselten.
Im April 2019 wurde Dmitri Bykow vergiftet und für einige Tage im Krankenhaus künstlich beatmet, aber kurze Zeit später wieder entlassen. Der Giftanschlag weist bezüglich Vorgehensweise und Hintermännern des FSB Parallelen zum Giftanschlag auf Alexei Nawalny auf. Schon im Mai 2018 hatte die Ehefrau einen Beobachter mit einem Fernglas entdeckt, dem Vorfall jedoch keine große Bedeutung zugemessen. Im Sommer winkte sie einem Überwacher jedoch zu.
Im Dezember nahm er in einem Gespräch bei der Nowaja gaseta Bezug auf die Äußerung Putins, dass es diese Welt als Ganzes ohne Russland überhaupt nicht brauche (eine Aussage zum Einsatz von Atomwaffen). Er sagte dabei:

„Die heutige russische Propaganda ist nicht friedlich, und die Politik ist nicht sozial; Die kommunistische Demagogie ist vorbei, es ist nicht üblich, schüchtern zu sein, und wozu brauchen wir eine Welt, in der es kein Russland gibt?! Es ist nicht Zufall, dass das moderne Russland Solschenizyn in den Lehrplan aufgenommen und sogar zugelassen hat, weil es zum ersten Mal in seiner Geschichte nicht von Lügen lebt: Es gibt keine Heuchelei darin – auf allen Bundeskanälen erschallt Kriegspropaganda, und dass die Gesellschaft noch nicht in den rasendsten Faschismus abgeglitten ist, erklärt sich nur aus ihrer gesellschaftlichen Faulheit.“

Seit dem russischen Krieg gegen die Ukraine lebt Bykow im Exil.
Im Februar 2022 unterzeichnete er einen Appell mehrerer Dutzend russischer Künstler und Schriftsteller, in dem der Überfall der russischen Streitkräfte auf die Ukraine als „Schande“ bezeichnet und ein sofortiges Ende der Kämpfe gefordert wurde. Daraufhin wurden seine Bücher aus dem Angebot russischer Buchhandlungen genommen und aus den Katalogen von Bibliotheken entfernt.
Ende Juli 2022 wurde Bykow in das russische Register der „ausländischen Agenten“ eingetragen. Bykow nannte 99,9 Prozent der Gerichtsentscheide im Jahr 2024 "Justizirrtümer oder ungerechte Urteile".
Vom ukrainischen Portal Mirotworez wird Bykow in einer Liste geführt, da er „Odessa eine Stadt großer russischer Kultur und alle Nationalisten Idioten genannt“ hatte.

### Schriftsteller, Journalist
Seit 1985 arbeitet er in der Zeitung «Sobesednik.» Er versteht sich als Vertreter der Zivilgesellschaft in Russland.
Er ist Autor von journalistischen, literarischen, polemischen Artikeln, die in einer Vielzahl von Magazinen und Zeitungen veröffentlicht wurden, von berühmten Monatsblättern wie Fly & Drive bis zu extravaganten Boulevardblättern wie Moskowskaja Komsomolka (die Zeitung erschien 1999–2000). Regelmäßig schrieb er als Kolumnist für:
- Ogonjok (bis 2007)
- Nowaja gaseta[22]
- Trud
- Wetscherni klub
- Stoliza
- Selskaja now
- Sdorowje
- Dossug w Moskwe
- Profil
- Obschtschaja gaseta[23]
- Kompanija (2005–2008)
- Russkaja shisn